# Terremoto de Rodas de 1481
El terremoto de Rodas de 1481 se produjo a las 03:00 de la madrugada del 3 de mayo de 1481. Desencadenó un pequeño tsunami que provocó inundaciones locales. Se estima que hubo 30.000 víctimas. Fue el mayor de una serie de terremotos que afectaron a Rodas, comenzando el 15 de marzo de 1481 y continuando hasta enero de 1482.

## Entorno tectónico
La isla de Rodas se encuentra en parte del límite entre el mar Egeo y las placas africanas. El escenario tectónico es complejo, con una historia neógena que incluye períodos de empuje, extensión y deslizamiento. Se encuentra en lo que se conoce como el arco helénico, que se encuentra en un área que es altamente vulnerable a la actividad sísmica, e históricamente siempre lo ha sido, que se remonta al terremoto de Rodas del 226 AC. En la actualidad la isla de Rodas está experimentando un giro hacia la izquierda (17 ° ± 5 ° en los últimos 800.000 años) asociado con el  de sistema de fallas de desgarre del sur del mar Egeo. La isla también se había inclinado hacia el noroeste durante el Pleistoceno, un levantamiento atribuido a una falla inversa situada justo al este de Rodas.

## Daños
Las fuentes se refieren a la destrucción en la ciudad de Rodas; el Palacio del Gran Maestre de los Caballeros de Rodas fue lo suficientemente dañado como para requerir una reconstrucción inmediata (Rodas estaba en ese momento bajo el asedio de los turcos). El daño causado por los terremotos llevó a una ola de reconstrucción después de 1481. Se dijo que el daño del tsunami fue mayor que el del terremoto. El tsunami provocó que un gran barco se soltara de sus amarres. Este (u otro barco) se hundió más tarde con la pérdida de toda su tripulación después de chocar contra un arrecife. Se estima que hubo 30.000 bajas.

## Características

### Maremoto
El maremoto parece haber sido relativamente menor, estimado en una suba del nivel del agua máxima de 1,8 m. Sin embargo, se observó en las costas levantinas y se encontró una capa de sedimento de maremoto en Dalaman, en la costa suroeste de Turquía. Aunque los estudios sobre el transporte de sedimentos de los tsunamis son limitados, es probable que el tsunami pueda estar fechado en 1473 ± 46. El sedimento encontrado y estudiado parece ser consistente con el maremoto antes mencionado.

### Terremoto
Hubo un gran presagio el 15 de marzo de ese año. Después del sismo principal del 3 de mayo, los terremotos (presumiblemente réplicas) continuaron hasta enero de 1482, con grandes réplicas el 5 de mayo, el 12 de mayo, el 3 de octubre y el 18 de diciembre. La magnitud estimada del sismo principal es de 7,1 en la escala de magnitud de la onda de superficie.